# Емільяна Торріні
Емільяна Торріні Давідсдоуттір (ісл. Emilíana Torrini Davíðsdóttir; *16 травня 1977) — ісландська співачка, найбільш відома своїм синглом 2009 року Jungle Drum та піснею Gollum's Song, що звучить в кінці фільму Пітера Джексона Володар перснів: Дві вежі.
Батько Емільяни походить із Італії, а її мати — ісландка. Торріні здобула популярність в Ісландії 1994 року, коли у віці 17 років перемогла в пісенному конкурсі із піснею I Will Survive. 
Найбільш відомий її альбом Love In The Time Of Science. На її офіційному сайті стиль музики класифікують як «некласифікований».
2002 року Емільяна взяла участь у записі платівки The Richest Man in Babylon дуету Thievery Corporation. 2003 року написала для Кайлі Міноуґ пісню Slow

## Дискографія
- 1994 — Spoon
- 1995 — Crouçie D'où Là
- 1996 — Merman
- 1999 — Love in the Time of Science
- 2000 — Rarities
- 2005 — Fisherman's Woman
- 2008 — Me and Armini
- 2013 — Tookah
- 2023 — Racing The Storm

Мініальбоми
- 2009 — Me and Armini EP